# Hotel Pod Orłem w Toruniu
Hotel Pod Orłem w Toruniu (dawniej Pod Czarnym Orłem) – jeden z najstarszych hoteli w Toruniu, działający od 1886 roku. Mieści się w neoklasycystycznej kamienicy przy ulicy Mostowej 17.
W okresie międzywojennym hotel kupił Sackiewicz, wcześniej mieszkający w Stanach Zjednoczonych. W 1948 roku został wywłaszczony. Obecnie należy do spółki polsko-włoskiej.
W budynku mieści się 49 miejsc w pokojach jedno- i dwuosobowych.